# Glacier Noir
Der Glacier Noir (»Schwarzer Gletscher«) ist ein Gletscher im französischen Écrins-Massiv und gehört zum Département Hautes-Alpes. Von allen Gletschern des Dauphiné fließt seine Zunge am weitesten ins Tal hinab. Dies verdankt er neben einer günstigen Topographie dem Umstand, dass seine Zunge im unteren Bereich vollkommen mit Moränenschutt bedeckt ist. Dadurch ist er besser gegen den Einfluss direkter Sonneneinstrahlung geschützt als z. B. der benachbarte Glacier Blanc (»Weißer Gletscher«), mit dem er sich noch 1866 oberhalb des Pré de Madame Carle zu einem einzigen Eiskörper vereinigte. Während die Zunge des Glacier Blanc sich bis heute auf eine Höhe von rund 2400 m zurückgezogen hat, liegt das Gletscherende des Glacier Noir 200 Höhenmeter tiefer auf etwa 2200 m.
Mit Moränenschutt bedeckte Gletscher werden im Französischen ganz allgemein als glacier noir bezeichnet.

## Geografie

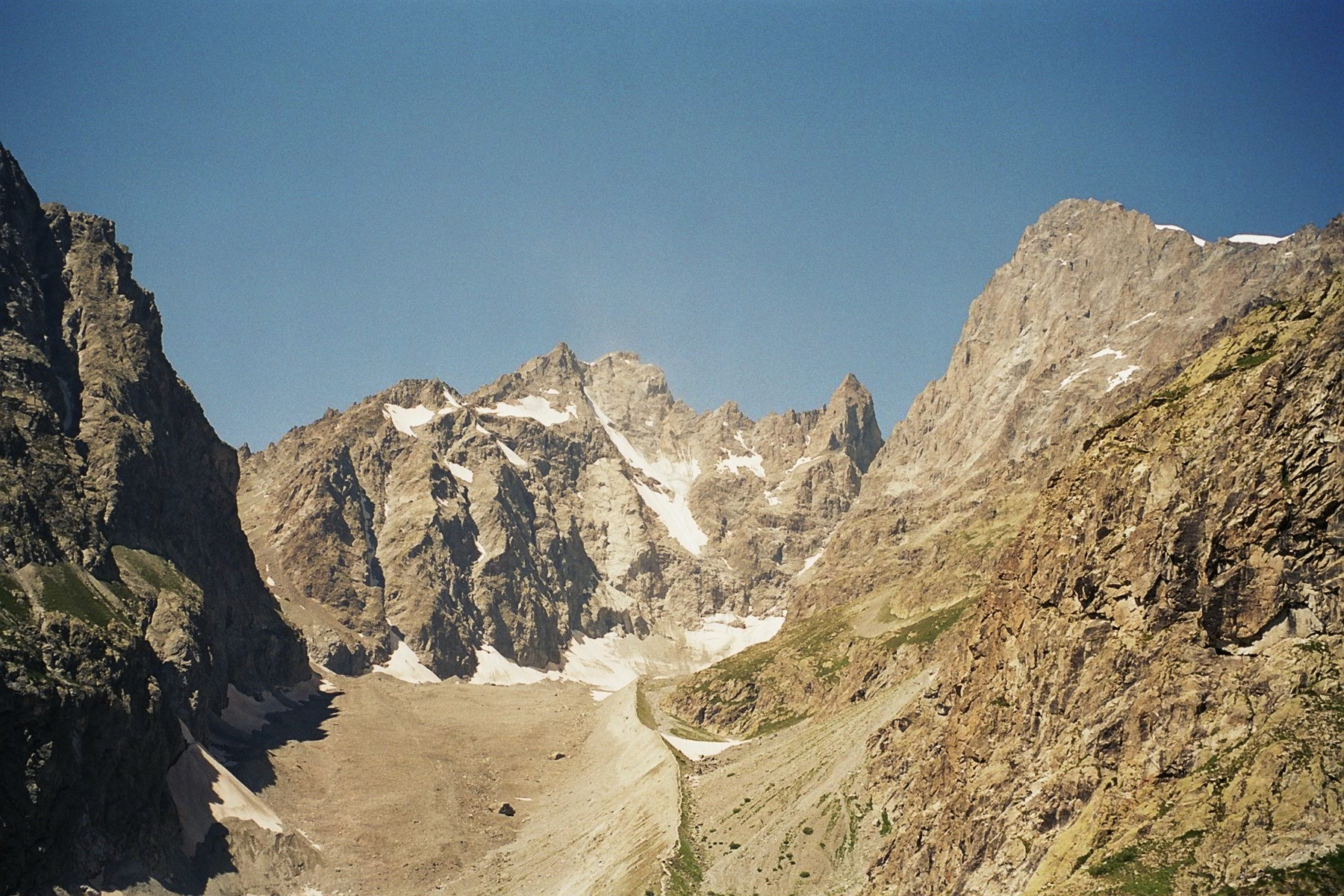
Glacier Noir mit Pic Coolidge und Barre des Écrins

Der Glacier Noir speist sich aus zwei hochgelegenen Firnbecken. Der nördliche Ast (branche septentrionale) nährt sich aus dem Kessel unterhalb des Col des Avalanches, zu Füßen des Pic Coolidge und der Barre des Écrins, dem südwestlichsten Viertausender der Alpen. Von hier fließt er unter den Südwänden des Crête de l'Encoula (andere Schreibweise: Crête de l'Encula) genannten Kammes ab, der von der Barre zur Pointe du Serre Subeyran hinüberzieht. Der überwiegende Teil des Schutts, der die untere Zunge des Gletschers bedeckt, wird vom nördlichen Ast des Gletschers transportiert.

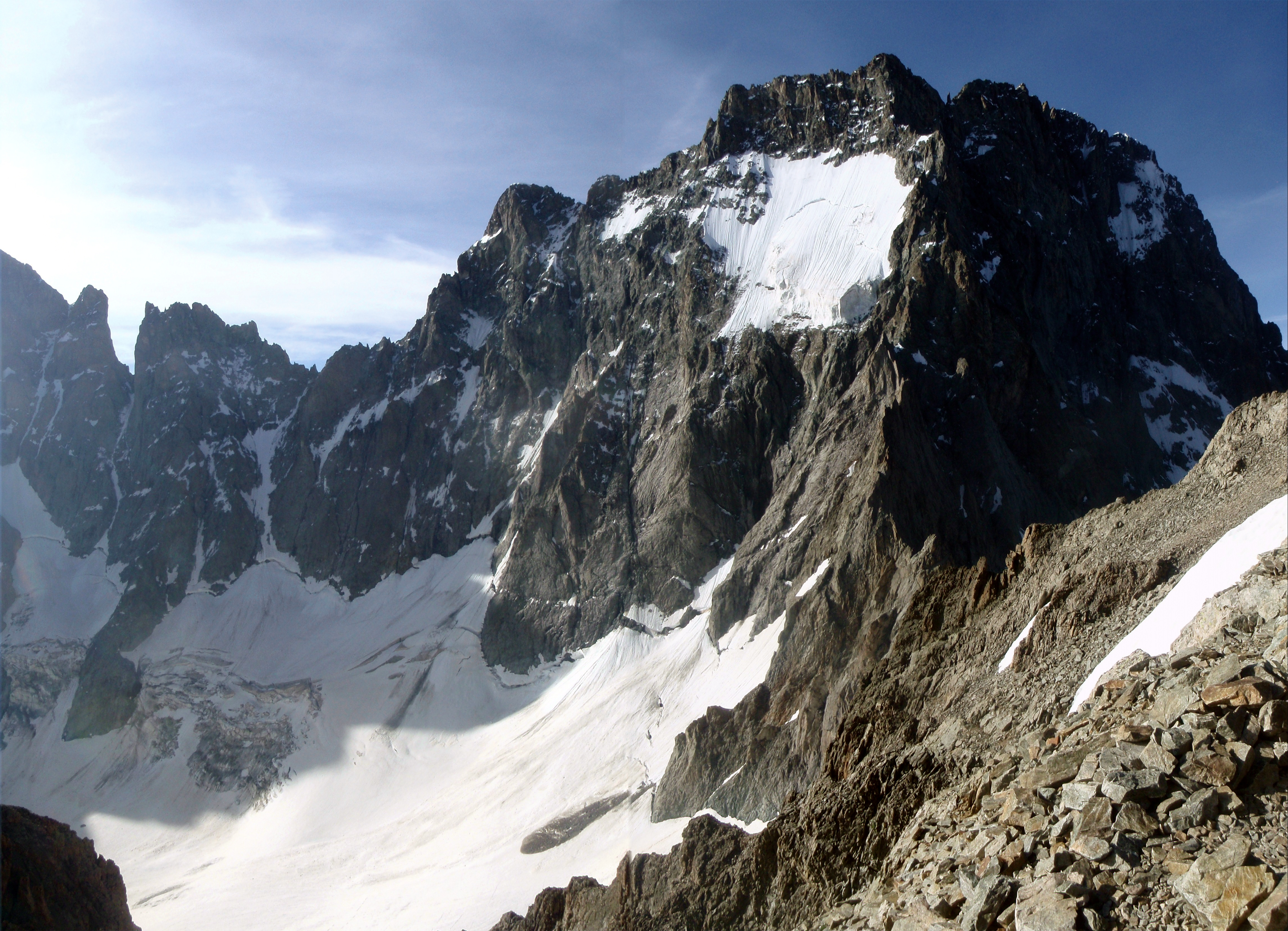
Die Ailefroide über dem südlichen Gletscherast.

Der südliche Ast (branche méridionale) hat seinen Ursprung zwischen den Wänden der Ailefroide und des Pic Coolidge, unterhalb des Col de Coste Rouge (3192 m) und des Col de la Temple (3322 m). Er wird von den steilen Nordwänden der l'Ailefroide, des Pic du Coup de Sabre und des Pic Sans Nom um 1000 bis 1500 Höhenmeter überragt. Der Grat, der über diese Gipfel ostwärts bis zum Mont Pelvoux hinüberzieht, wird auch als Grand Muraille du Glacier Noir bezeichnet. Fünf Gipfel dieses Kamms (Ailefroide Central, Pointe Fourastier, Pic Sans Nom, Pointe Puiseux und Pointe Durand) übersteigen die 3.900-Meter-Marke. An seinem linken Ufer wird der südliche Gletscherast von den Ostausläufern des Pic Coolidge begrenzt. Eingeengt zwischen diesen Wänden fließt der Firnstrom zunächst in nordöstlicher Richtung, bis er sich kurz vor dem Zusammenschluss der beiden Eisströme nordwärts wendet. Schutt tritt auf der Oberfläche des südlichen Gletscherastes erst in seinem unteren Teil in größerem Umfang zu Tage.
Noch vereinigen sich die beiden Eisströme des Glacier Noir auf einer Höhe von gut 2400 m. Allerdings ist der südliche Arm im Begriff, sich über die Begrenzungskante des unteren Beckens in den oberen Kessel zurückzuziehen, so dass der Gletscher in einen unteren und einen oberen Glacier Noir zerfallen wird. Derzeit fließt die gemeinsame Zunge vom Zusammenschluss noch gut 200 Höhenmeter weiter talwärts und endet unter den Nordausläufern des Mont Pelvoux. Sie ist hier ungefähr 400 m breit und wird auf der linken (nördlichen) Seite von einer hohen und steilen Seitenmoräne überragt, über die ein Steig vom Pré de Madame Carle oberhalb der Ortschaft Ailefroide hinaufführt.
Die Vermessung des Gletschers ist aufgrund der Schuttauflage schwieriger als bei anderen Gletschern. 1965 betrug die Länge der Gletscherzunge etwa 5,5 km, die Fläche knapp 6 km². Aufgrund der Schuttbedeckung sind die Variationen dieser Größen geringer als bei Gletschern gleicher Größenordnung, denen eine solche fehlt.
Der Glacier Noir entwässert über den Torrent du Glacier Noir, den Gyr, die Gyronde, die Durance und schließlich die Rhône ins Mittelmeer.

## Erschließung

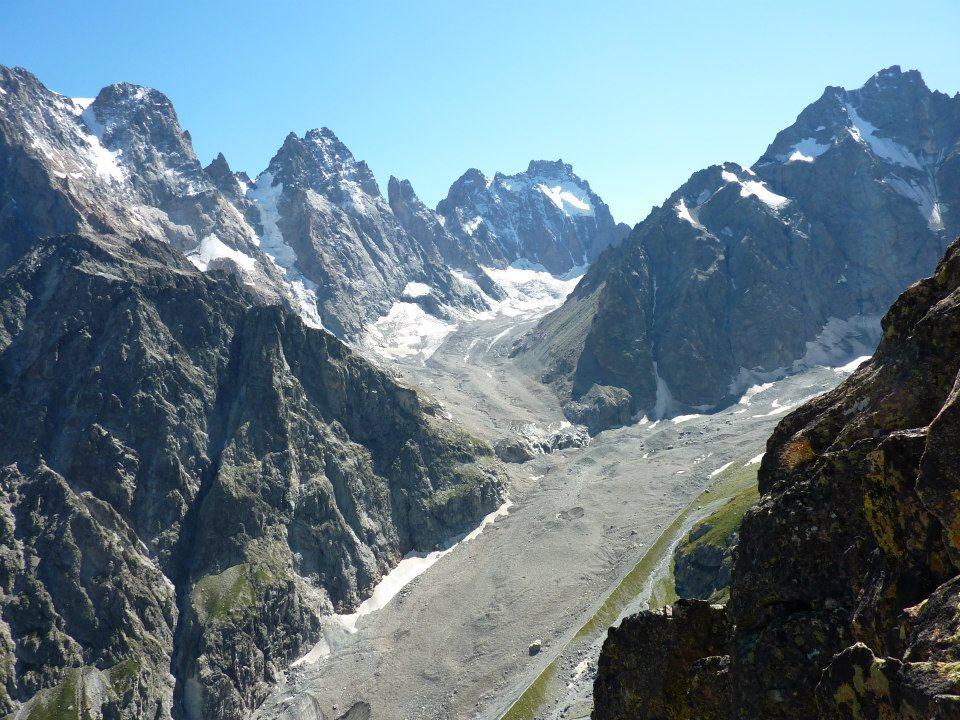
Zusammenfluss der beiden Äste des Glacier Noir.

Vom Pré de Madame Carle mit dem Refuge Cézanne, hier endet die Straße vom Bergsteigerdorf Ailefroide im Vallouise an einem großen Parkplatz, ist der Gletscher leicht zugänglich. Zunächst dem Weg zum Refuge du Glacier Blanc folgend, hält man sich an einer Weggabelung links und erreicht so die Seitenmoräne des Gletschers, auf der man hoch über dem Gletscher an dessen Zunge entlang wandern kann.
Von La Bérarde, einem weiteren alpinistischen Zentrum im Écrins-Massiv, bietet der Col de la Temple für gletschererfahrene Hochtourengeher einen hohen, aber vergleichsweise leichten Übergang ins Vallouise. Der Abstieg erfolgt über den südlichen Gletscherast des Glacier Noir, den man bis zur Vereinigung beider Gletscherströme verfolgt, um dann den nördlichen Ast zur gegenüber liegenden großen Seitenmoräne zu queren. Als Stützpunkt bietet sich das im Haut Vénéon gelegene Refuge Temple-Écrins an.

## Historische Entwicklung
Wie bereits erwähnt, bildeten Glacier Noir und Glacier Blanc früher zeitweise ein einziges Gletschersystem. Während der Kleinen Eiszeit erreichten die vereinigten Eiskörper im Jahr 1815 ihre Maximalausdehnung und endeten etwa auf Höhe der heutigen Cézannehütte (1874 m). Etwa einen Kilometer weiter talauswärts befindet sich die alte Stirnmoräne von Fontfroide, Relikt eines Vorstoßes von Glacier Noir und Glacier Blanc aus der Zeit vor dem 16. Jahrhundert. Nach dem Rückzug der Gletscher hat sich in der flachen Flussaue nach und nach die Vegetation wieder ausgebreitet und so die liebliche Landschaft des Pré de Madame Carle geschaffen.